# Планківська маса
Планківська маса, або маса Планка (mP) у фізиці — це одиниця маси у природній системі одиниць, також відомої як система одиниць Планка. Вона задається як унікальна комбінація ступенів фундаментальних фізичних сталих з розмірністю маси:
{\displaystyle m_{\text{P}}={\sqrt {\frac {\hbar c}{G}}}} ≈ 1.2209×1019 ГеВ/c2 = 2.17651(13)×10−8 кг = 21.7651 мкг = 1.3107×1019 а.о.м.,
де c — швидкість світла у вакуумі, G — гравітаційна стала, а ħ — зведена стала Планка.
За своїм фізичним змістом, планківська маса — це така маса, для якої комптонівська довжина хвилі дорівнює її радіусу Шварцшильда. На відміну від більшості інших планківських величин, маса Планка близька до звичних для людини масштабів: наприклад, блоха має масу приблизно в тисячу разів більшу за mP.
Фізики, що займаються теорією елементарних частинок та космологією, часто використовують інший вираз, який вони називають зведеною планківською масою:
{\displaystyle {\sqrt {\frac {\hbar {}c}{8\pi G}}}} ≈ 4.341×10−9 кг = 2,435 × 1018 ГеВ/c2.
Множник {\displaystyle 1/{\sqrt {8\pi }}} дозволяє спростити цілий ряд рівнянь загальної теорії відносності.